# Marcus Pompeius Silvanus Staberius Flavianus
Marcus Pompeius Silvanus Staberius Flavianus war ein römischer Politiker und Senator des 1. Jahrhunderts n. Chr.
Silvanus stammte sehr wahrscheinlich aus Arelate in der Provinz Gallia Narbonensis. Sein Vater war vermutlich ein Marcus Pompeius Priscus. Welche Ämter er vor seinem ersten Konsulat ausgeübt hat, ist nicht eindeutig; vermutlich hat er zwei Legionen geführt. Im Jahr 45 war er zusammen mit Aulus Antonius Rufus Suffektkonsul. Im Jahr 58 wurde er als Prokonsul der Provinz Africa von Kaiser Nero von Anklagen freigesprochen. Sein Reichtum, seine Kinderlosigkeit und sein hohes Alter trugen zu seinem Freispruch bei, wodurch er die Intrigen seiner Gegner überstand.
Im Jahr 69 war Silvanus legatus Augusti pro praetore (Statthalter) der Provinz Dalmatia, die er während des Bürgerkriegs des Vierkaiserjahres kontrollierte. Als „reicher Greis“ (dives senex) nahm er eine passive Haltung ein, verursachte keine Unruhen und galt als „träge im Krieg, da er die Tage eher mit Worten als mit Taten vergeudete.“ Die strategische Leitung der Truppen lag bei Lucius Annius Bassus, dem Legaten der in Dalmatia stationierten Legio XI Claudia. Dennoch führte Silvanus 6000 Dalmatier, ein kürzlich ausgehobenes Kontingent, die die Flavier bei Fanum Fortunae im Kampf gegen die vitellianischen Kräfte unterstützten.
Nach seiner Tätigkeit in Dalmatia wurde er mit der Verwaltung des städtischen Vermögens in Rom betraut. Insbesondere organisierte er ein Darlehen von sechzig Millionen Sesterzen von Privatpersonen, um den Sold der Soldaten zu finanzieren und eine drohende Meuterei nach dem Bürgerkrieg zu verhindern. Von 71 bis 72 war er Kurator der Wasserversorgung. Vermutlich im Jahr 76 war er zusammen mit Lucius Tampius Flavianus zum zweiten Mal Suffektkonsul. Ende 82 oder Anfang 83 starb er vermutlich als designierter Konsul für ein drittes Mal, wie eine Inschrift aus Leptis Magna belegt.
Ab 53, möglicherweise früher, war Silvanus Mitglied des Priesterkollegiums der Quindecimviri sacris faciundis. Im Jahr 64/65 war er magister der sodales Augustales Claudiales, einer Priesterschaft zur Verehrung des vergöttlichten Kaisers Claudius. Zudem war er Mitglied der sodales Flaviales Titiales, die für den Kult der flavischen Dynastie verantwortlich war.
Es ist sehr wahrscheinlich, dass er derselbe Pompeius ist, der in Juvenals literarischer Darstellung des Albanischen Rates Domitians teilnahm.